# 吉野丸
吉野丸（よしのまる）は、近海郵船が台湾航路で運航した貨客船である。前身は北ドイツ・ロイド社の貨客船クライスト（ドイツ語: Kleist）で、第一次世界大戦の戦時賠償として日本が取得した。太平洋戦争中期には病院船として運用されたが、戦争後期には軍隊輸送船に用途変更となり、1944年にアメリカ海軍潜水艦に撃沈されて約2500人の大量死者を出した。

## ドイツ客船クライスト

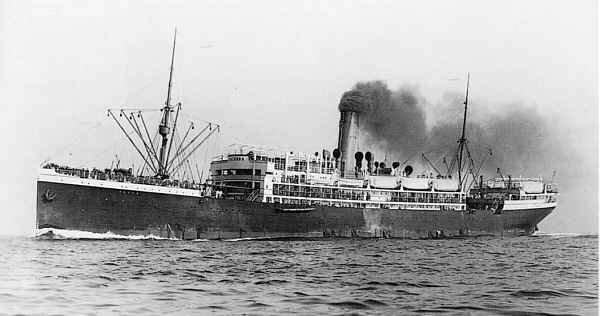
同型船「ヨルク」の船影。

本船は、1906年（明治39年）、ドイツのシーヒャウ社のダンツィヒ（現在のグダニスク）造船所で貨客船として建造された。船主は北ドイツ・ロイド社（NDL）で、同社の将軍級客船の一隻として「クライスト」と命名される。
「クライスト」の基本設計は、ドイツとオーストラリア・極東を結ぶ航路用の中型客船で、外観は3層の長い上部構造物に細長い1本煙突、傾斜した2本のマストを備えた。総トン数は約9000トンで、石炭焚きの四連成レシプロ機関2基により、スクリュー2軸を駆動して最高速力17ノットを発揮した。この当時の北ドイツ・ロイド社は、1897年進水の「カイザー・ヴィルヘルム・デア・グロッセ」（約14000総トン）を皮切りに、1903年進水の「カイザー・ヴィルヘルム2世」（約19000総トン）など高速大型客船を大西洋航路に次々と就航させており、それらに比べると「クライスト」は小型であった。
竣工した「クライスト」は、予定どおり、主にスエズ運河経由でドイツとシンガポール、香港、上海港、神戸港、横浜港を結ぶ極東航路に配船された。1907年（明治40年）後半以降、毎年数回は神戸や横浜に寄港している。
1914年（大正3年）7月の第一次世界大戦勃発時も「クライスト」は極東航路に就航していた。ドイツとイギリスの開戦直前にドイツの船会社は、自社の所属船舶にイギリス領の港湾を離れるよう指示した。「クライスト」は、中立国のオランダ領東インドに属するパダンのエマハーフェン港（現在のテルク・バユール港）に避難して戦争期間を過ごした。同年11月にドイツ巡洋艦「エムデン」の生き残り乗員が操縦するスクーナー「アイシャ」がエマハーフェン港に立ち寄った際には、「クライスト」の乗員たちが煙草やワインなどを分け与えて歓迎している。ただし、大内健二は、第一次世界大戦中の「クライスト」はバルト海の港に係留されていたとする。1919年（大正8年）に第一次世界大戦がドイツの敗戦で終わると、「クライスト」はイギリスに回航された。

## 日本客船吉野丸

### 戦間期
第一次世界大戦で敗戦国となったドイツは、連合国に多額の戦時賠償を支払うことになり、生き残ったドイツ商船の多くも現物による賠償として提供されることになった。「クライスト」は、その他6隻の商船とともに、連合国のうち日本への賠償に割り当てられた。この賠償船7隻のうち「クライスト」を含む4隻は日本政府から日本郵船に無償貸与の形で回航作業が委託されることになり、「クライスト」は1920年（大正9年）11月9日に日本側が受領後、同年11月28日にイギリスのリヴァプールを出港、翌1921年（大正10年）1月23日に賠償船第一号として横浜港に到着した。
日本政府は回航された賠償船を国有して当面は民間に運航委託しつつ、時機を見て売却する方針を採り、「クライスト」については大蔵省を船主として、運航受託者の日本郵船との間で賃料を載荷重量トン数1トンにつき月額30銭とする賃貸借契約が結ばれた。日本郵船は「クライスト」を欧州航路に投入することを計画したため、欧州航路に就航中の「箱根丸」「白山丸」などのH型貨客船と同様に神社にちなんだ船名を付けることとし、1921年（大正10年）12月13日、吉野神宮に由来して「吉野丸」と改名された。大蔵省編さんの『明治大正財政史』によれば、日本郵船の運航船となった本船は、郵便定期航路である横浜＝ロンドン線の代船または逓信省命令航路である横浜＝メルボルン線の代船として使用された。ただし、松井（2006年）は、欧州航路には就航していないとする。
その後、「吉野丸」は日本郵船近海部の運営する台湾航路に投入され、神戸港＝基隆港線に就航した。神戸＝基隆線は、途中で門司に寄港して2泊3日の行程であった。イタリアから輸入された客船「朝日丸」「大和丸」と組んで、3隻合計で毎月6便の定期運行を行った。1923年（大正12年）4月に日本郵船近海部は近海郵船として独立。その後、1929年（昭和4年）5月4日に「吉野丸」は大蔵省から日本郵船に払い下げされて完全な民間船となり、近海郵船に同日譲渡された。
1937年（昭和12年）に日中戦争が勃発すると、同年8月1日付で「吉野丸」は日本陸軍によって期間傭船形式で徴用された。主に宇品と上海の間で軍隊輸送船として行動。1938年（昭和13年）8月2日に一旦解傭されるが、同年10月25日に再徴用された。陸軍に徴用中の1939年（昭和14年）9月8日、船主の近海郵船が日本郵船に再合併されたことに伴い、「吉野丸」は日本郵船の所有に戻っている。

### 太平洋戦争
1941年（昭和16年）12月に太平洋戦争が始まっても、「吉野丸」は引き続き陸軍徴用船として行動した。日本軍占領地であるフィリピンやマレー、ビルマ方面への輸送任務に従事する。1942年（昭和17年）5月には、占領地行政要員を派遣する特別任務のため、同じ元ドイツ商船の「大洋丸」とともに第109船団（輸送船5隻・護衛艦1隻）に加入し、門司から出航から間もなく「大洋丸」が撃沈されるが、本船は残存船を率いて台湾の馬公に入港できた。6月7日にシンガポール到着後、負傷兵の後送を任務としてラングーン（現在のヤンゴン）、マニラ、香港などを結んで航海を続けた後、同年9月17日にシンガポールを発って、同年10月6日に宇品に帰着した。
1942年（昭和17年）10月、「吉野丸」は三菱重工業広島造船所において陸軍病院船として改装され、白色塗装や赤十字標識が施された。病院船となった「吉野丸」は、大連方面の患者輸送を手始めに、1943年（昭和18年）に入ってからは台湾やフィリピン、パラオ、ニューギニア島、ラバウルなど南方からの患者輸送に従事した。
1944年（昭和19年）7月、輸送船不足に対処するため、「吉野丸」は三井玉造船所で軍隊輸送船に改装された。「吉野丸」はフィリピン増援任務の関東軍将兵4個大隊5012-5063人と、軍需物資4000立方メートルを搭載。大内健二によれば同年7月12日、輸送船11隻・護衛艦6隻の船団の一員として、門司から台湾の高雄に出航した。7月27日に中継地の高雄で輸送船7隻が追加され、ミ船団の一つであるミ11船団（輸送船18隻・護衛艦6-7隻）としてマニラを目指すことになる。「吉野丸」を含むミ11船団は、7月29日に高雄を出港してマニラへ南下したが、7月31日未明にダルピリ島西方でアメリカ海軍のウルフパックである第17.15任務群の襲撃を受けた。同日午前3時40分頃、船団の5番船であった「吉野丸」は右舷45度方向からの魚雷3発を至近距離に発見したが回避の余裕がなく、2・3番船倉に1発ずつ命中して浸水のため右舷に傾斜、まもなく逆に左舷に傾斜して船首から沈没した。わずか7分間で沈没したため、救命ボートのうち正常に降下できたのは1隻だけであり、船員32-35人を含む2495人が戦死する惨事となった。大内健二によれば、太平洋戦争中の日本輸送船の人的被害としては10番目に多い。「吉野丸」を撃沈したのはアメリカ海軍潜水艦「スティールヘッド」で、北緯19度05分 東経120度50分 / 北緯19.083度 東経120.833度の地点である。なお、この時の戦闘により、ミ11船団は「吉野丸」を含め輸送船4隻が沈没、2隻が損傷する大損害を被った。